# Invazija na Kuvajt
Invazija na Kuvajt počela je 2. kolovoza 1990. godine. Iračke snage napale su svog južnog susjeda sa sto tisuća vojnika i zaposjele glavni grad Kuvajta. Zbog iznenadnog napada, došlo do povlačenja kuvajtske vojske, čiji su dijelovi pobjegli u Saudijsku Arabiju. Došlo je do bitaka u različitim dijelovima zemlje. Okupacija Kuvajta trajala je do 26. veljače 1991.